# Portada/article maig 23

## Carl von Linné
Carl Linnaeus (llatinitzat com a Carolus Linnaeus, també conegut després del seu ennobliment com Carl von Linné), (Råshult, Småland, Suècia, 23 de maig del 1707 – Uppsala, Suècia, 10 de gener de 1778) fou un botànic, científic, metge, i zoòleg suec que establí els fonaments del sistema modern de la nomenclatura binomial. És considerat el pare de la taxonomia moderna i conegut com un dels pares de l'ecologia moderna.
És reconegut com un dels científics més importants de tot Europa. El filòsof suís Jean-Jacques Rousseau li envià el missatge: "Digueu-li que no conec un home més gran sobre la faç de la Terra". L'escriptor alemany Goethe escrigué: "Amb l'excepció de Shakespeare i Spinoza, no conec ningú, entre els que ja no viuen, que m'hagi influït més intensament". El 1959, Linné fou designat lectotip d'Homo sapiens.